# Maria Patek
Maria Patek (ur. 13 lipca 1958 w Michaelerbergu) – austriacka urzędniczka państwowa, w latach 2019–2020 minister zrównoważonego rozwoju i turystyki.

## Życiorys
W 1982 ukończyła studia z zakresu leśnictwa na uniwersytecie rolniczym BOKU w Wiedniu. W 1983 została urzędniczką resortu rolnictwa i leśnictwa, w 1986 zdała wyższy egzamin urzędniczy do służby leśnej. Od 2002 kierowała ministerialnym departamentem. W 2016 powołana na najwyższe resortowe stanowisko urzędnicze szefa sekcji, odpowiadała za sekcję gospodarki wodnej, później za sekcję leśnictwa i zrównoważonego rozwoju.
W czerwcu 2019 objęła urząd ministra zrównoważonego rozwoju i turystyki w technicznym rządzie Brigitte Bierlein. Stanowisko to zajmowała do stycznia 2020.